# Madonna del Latte (Bergognone)
La Madonna del Latte conosciuta anche come Madonna che allatta il Bambino è un dipinto a tempera su tavola (44,6x61,6 cm) di Bergognone, databile al 1485 e conservato nella pinacoteca dell'Accademia Carrara a Bergamo, proveniente dalla collezione di Guglielmo Lochis nel 1866.

## Storia
La tavola, di cui non si conosce la genesi, ma proveniente dalla collezione del conte Guglielmo Lochis, venne inizialmente registrata come opera di Bernardo Zenale conservando in basso a destra la dicitura, intesa come firma: “BERNARD ZENALA”, anche se presentava modelli e forme che si avvicinavano alle opere del Bergognone, o più precisamente ai lavori di Bernardino Bergognone, fratello maggiore dell'artista., o secondo il Lochis di Vincenzo Foppa di cui il Bergognone era seguace e allievo
E il Bergognone? Che sia del Foppa è generalmente ammesso, ma, nel comune travisamento delle qualità lombarde, questa verità restava morta ed infruttuosa. Oggi è piacevole riconoscere che se il Bergognone è un seguace del Foppa lo è come temperamento e come situazione mentale; che in lui si ripetono e l'esterna apparatura rinascimentale, e ad un tempo, la sostanziale renitenza alle 'formalità' del Rinascimento. Lombardi restano la pola e il lume, che è quel che conta; lombardo il paesaggio che, ormai più coscientemente isolato, quasi u quadro nel quadro, si svolge dagli esempi del Foppa quegli umili prodigi che parecchi conoscono tant bien que mal' da quando un critico di lingua inglese (scil Berenson) si pensò di onorali confrontandoli con gli effetti del Whistler. Senonché la densità dei paesaggi del Bergognone, ancora più sorprendente perché quasi sempre ottenuta con i pochi toni concessi da un'atmosfera grigia, è ben altrimenti essenziale e di fondamenta, naturalistica, che non siano le povere schiumature orientalizzanti del pittore americano.
Nel medesimo anno l'artista aveva realizzato una tavola a medesimo soggetto conservata presso la pinacoteca Museo Poldi Pezzoli a Milano.

## Descrizione
Il Bergognone è un artista famoso per le sue grandi pale d'altare conservate sia nella chiesa dell'Incoronata a Lodi e nella Certosa di Pavia, ma le opere conservate nella pinacoteca bergamasca sono, forse, quelle che più lo avvicinano alla sua indole poetica raffigurando opere di struggente bellezza, come la Madonna col Bambino, o come le tavole che compongono il Polittico di Santo Stefano con il “Cristo in pietà sorretto dalle donne”.
La tavola raffigura la Vergine che tiene tra le braccia, nell'atto di allattare il Bambino Gesù. Sul suo capo brilla l'aureola d'oro dove è scritto un passo del vangelo secondo Luca in latino: “beautus venter qui te portavit et ubera [quae succisti]” - “Beato il ventre che ti ha portato e il seno da cui hai preso il latte”.
L'artista pare aver dipinto un vero ritratto, di una donna che ha lunghi riccioli che le scendono lungo le spalle. Indossa un abito elegante a foggia quattrocentesca, e un manto blu intenso con ricami in oro. Il Bambino, particolarmente realista nell'atto di succhiare dal seno materno, è nudo, solo una collana di corallo al collo a rappresentava il sangue di Cristo, la sua Passione e Resurrezione. I restauri indicherebbero la presenza di toni argentei degli incarnati, che vengono illuminati da una luce proveniente da sinistra.

I personaggi sono inseriti un ambiente tipicamente lombardo con un grande roseto posto che occupa la parte sinistra della tela.
Quest'angolo di villaggio padano nella Madonna di Bergamo: i pioppi tra le case, domestici; fra porte ed androni le galline che beccano nell'ombra fresca; nell'alto le luci ultime che toccano le fronde degli alberi, ungono la bocca della cella campanaria.
L'unione di due raffigurazioni: la “Vergine del Latte” e la “Madonna del Roseto” indicano la vicinanza dell'artista alla devozione mariana del territorio.
Sul lato destro della tela vi è un paesaggio urbano a cui si accede attraverso una porta dove è raffigurato un personaggio che per qualcuno sarebbe identificabile in san Giuseppe, come indicherebbe il cane, simbolo di fedeltà, dipinto al suo fianco.